# 壯庭回
壯庭 回（そうば めぐる、1986年12月23日 - ）は、日本の男性クイズ作家、YouTuber。静岡県磐田市出身。2016年に地元静岡県のテレビ番組へのクイズ問題提供をきっかけに、2018年よりクイズライターとして活動中。愛称は「そうばちゃん」「回転王子」など。

## 経歴
2007年、公務員試験合格。
2008年、正式に税務職員（財務事務官）となる。同年、『パネルクイズ アタック25』（朝日放送テレビ）に出場。その放送を見た郵便局員より勧誘を受け、クイズサークルに加入する。
2016年、地元静岡県のテレビ番組で問題作成に携わる。2017年、全国ネットクイズ番組の問題作成に関わるようになる。同年、『今夜はナゾトレ』（フジテレビ）に問題が採用される。
2018年、国家公務員を辞め、クイズライターとなる。同年、『ひらめき脳を鍛える ナゾトキ水平思考クイズ』に問題を提供。
2019年、壯庭回本人がリーダーを務めるYouTubeチャンネル「そうばちゃんねる」を開設。現在は『潜在能力テスト』（フジテレビ）などのテレビ番組で問題作成に携わっている。

## 担当番組
- 潜在能力テスト（フジテレビ系）
- 超逆境クイズバトル!! 99人の壁（フジテレビ系）
- くりぃむクイズ ミラクル9（テレビ朝日系）
- 全国高等学校クイズ選手権（日本テレビ系）
- クイズ!あなたは小学5年生より賢いの?（日本テレビ系）
- Q-フェス!（BS日テレ）
- ザ・タイムショック(テレビ朝日系)
- 未来王2030(NHK)
- 霜降り明星のあてみなげ(静岡朝日テレビ) ※｢静岡クイズ王決定戦｣｢クイズウォーク｣回にて出演